# Nikolaj Avilov
Nikolaj Viktorovitsj Avilov (Russisch: Микола Вікторович Авілов) (Odessa, 6 augustus 1948) is een voormalige atleet uit Oekraïne, die gedurende zijn atletiekloopbaan uitkwam voor de Sovjet-Unie en die zich had toegelegd op de tienkamp. Hij had drie jaar lang het wereldrecord in handen. Ook nam hij driemaal deel aan de Olympische Spelen en won hierbij twee medailles.

## Loopbaan
Avilov deed vanwege zijn lengte eerst aan basketbal. In 1962 stapte hij over naar het hoogspringen om zich sinds 1966 te specialiseren in de tienkamp. In 1968 maakte hij zijn olympisch debuut op de Olympische Spelen van Mexico-Stad. Hij werd vierde bij de tienkamp met 7909 punten. In 1970 was zijn puntenaantal van 7803 goed voor een gouden medaille bij de Universiade. Twee jaar later finishte hij als tweede bij dit toernooi.
Op de Olympische Spelen van 1972 in München werd hij olympisch kampioen in deze atletiekdiscipline. Zijn puntenaantal van 8454 was goed voor een verbetering van het wereldrecord. Vier jaar later moest hij bij de Olympische Spelen genoegen nemen met het brons.
Hij werd onderscheiden met de Master of Sports en de Order of the Red Banner of Labor. In zijn actieve tijd was hij aangesloten bij Dynamo Odessa. In 1974 studeerde hij af aan de Odessa State Economic University. Hij trouwde met olympisch atlete en voormalig hoogspringster Valentyna Kozyr. Het koppel kreeg twee zonen. Na zijn actieve carrière werd hij coach en ging o.a. in 1991 werken op de Seychellen. Later keerde hij terug naar Oekraïne, waar hij als coach actief bleef.

## Titels
- Olympisch kampioen tienkamp - 1972
- Universitair kampioen tienkamp - 1970
- Sovjet-kampioen tienkamp - 1972, 1975, 1976

## Persoonlijke records
| Onderdeel            | Prestatie      | Datum            | Plaats        |
| -------------------- | -------------- | ---------------- | ------------- |
| tienkamp             | 8454 p (ex-WR) | 8 september 1972 | München       |
| zevenkamp            | 5662 p         | 1979             | Ordzhonikidze |
| 100 m                | 10,95 s        | 1968             | Mexico-Stad   |
| verspringen          | 7,68 m         | 1972             | München       |
| kogelstoten          | 14,81 m        | 1976             | Montréal      |
| hoogspringen         | 2,14 m         | 1976             | Montréal      |
| 400 m                | 48,16 s        | 1976             | Montréal      |
| 110 m horden         | 14,20 s        | 1976             | Montréal      |
| discuswerpen         | 48,74 m        |                  |               |
| polsstokhoogspringen | 4,60 m         |                  |               |
| speerwerpen          | 67,14 m        | 1980             | Moskou        |
| 1500 m               | 4.22,82        | 1972             | München       |

## Palmares

### tienkamp
- 1968: 4e OS - 7909 p
- 1970:  Universiade - 7803 p
- 1972:  Sovjet-kamp. - 8115 p
- 1972:  OS - 8454 p (WR)
- 1973:  Universiade - 7903 p
- 1975:  Sovjet-kamp. - 8229 p
- 1976:  Sovjet-kamp. - 8336 p
- 1976:  OS - 8369 p

1904: Tom Kiely ·
1912: Jim Thorpe ·
1920: Helge Løvland ·
1924: Harold Osborn ·
1928: Paavo Yrjölä ·
1932: James Bausch ·
1936: Glenn Morris ·
1948: Bob Mathias ·
1952: Bob Mathias ·
1956: Milt Campbell ·
1960: Rafer Johnson ·
1964: Willi Holdorf ·
1968: Bill Toomey ·
1972: Nikolaj Avilov ·
1976: Bruce Jenner ·
1980: Daley Thompson ·
1984: Daley Thompson ·
1988: Christian Schenk ·
1992: Robert Změlík ·
1996: Dan O'Brien ·
2000: Erki Nool ·
2004: Roman Šebrle ·
2008: Bryan Clay ·
2012: Ashton Eaton ·
2016: Ashton Eaton ·
2020: Damian Warner ·
2024: Markus Rooth